# Chiesa del Santo Sepolcro di Gerusalemme
La chiesa del Santo Sepolcro di Gerusalemme è una chiesa storica di Napoli, sita presso il corso Vittorio Emanuele sotto al costone della Certosa di San Martino.

## Storia e descrizione
Escludendo chiaramente le chiese paleocristiane, o meglio quegli edifici di culto sorti all'interno delle catacombe, la chiesa in oggetto fa parte di quel compatto gruppo di chiese napoletane che sono state ricavate interamente o parzialmente nella roccia: ad esempio, altre testimonianze del genere sono riscontrabili nella chiesa di San Giovanni Battista ai Camaldoli o nella chiesa all'interno del Cimitero delle Fontanelle.
La struttura in oggetto, di epoca barocca, è caratterizzata da una facciata che si svolge secondo due ordini e termina con un timpano triangolare. Il primo ordine è caratterizzato da due paraste corinzie, entrambe, affiancano il portale sovrastato da un finestrone a mezza luna.
Il secondo ordine, è caratterizzato anch'esso da paraste ed inoltre, mostra due nicchie. L'esterno, da quanto pervenuto, è stato rimaneggiato nel 1800. Anche vari ambienti dell'annesso convento sono stati ricavati nella roccia.
La chiesa, attualmente è in cattivo stato conservativo ed è chiusa al culto da anni.